# Lea Birringer

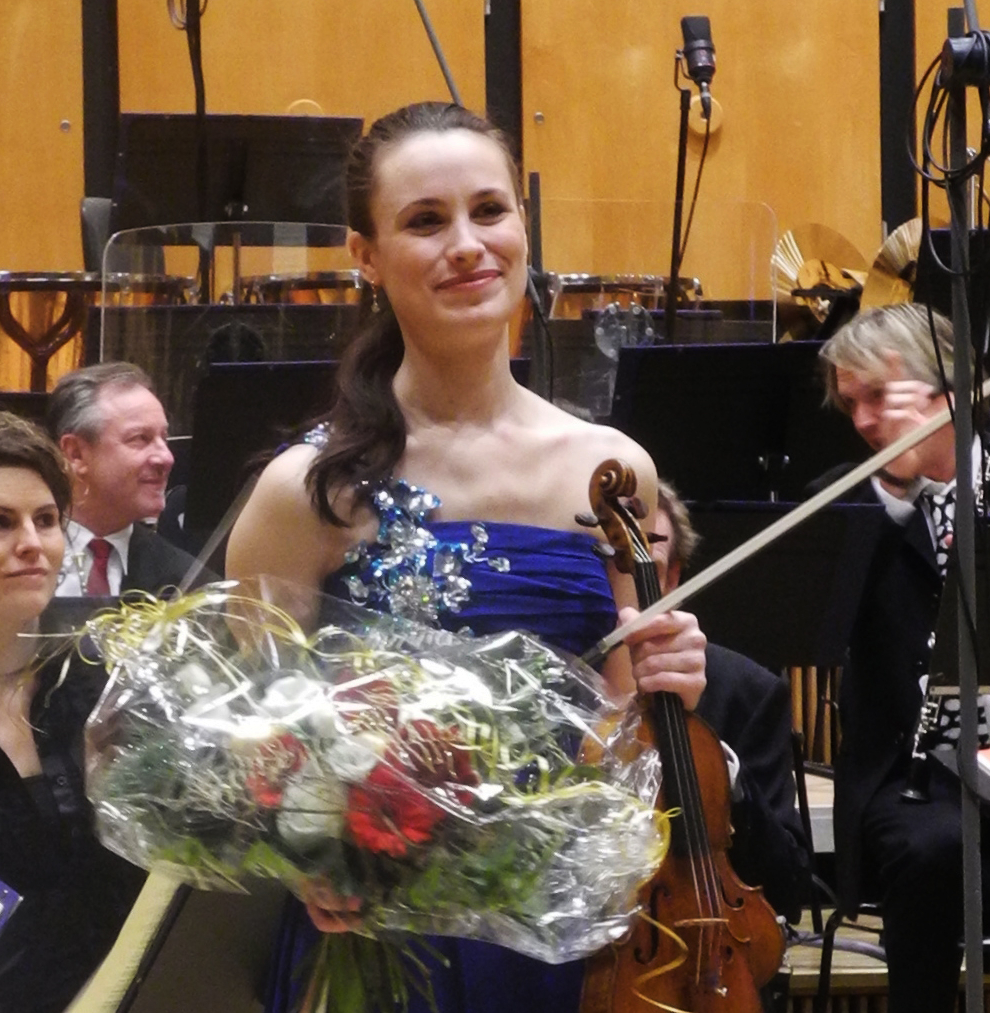
Lea Birringer (2013)

Lea Birringer (1983) es una violinista alemana y profesor en la Universidad de Música de Würzburg.

## Formación
Lea Birringer comenzó a la edad de tres años su formación musical con Christa Schmitt-Rink y seis años después fue aceptada como estudiante junior en la Hochschule für Musik Saar en la clase de Ulrike Dierick y Renato Mangalindan.
Desde 2001 recibió clases de Igor Ozim, y desde 2003 en su clase magistral en la Universidad Mozarteum de Salzburgo. En el semestre de verano de 2008, la violinista realizó un semestre como invitada en la Hochschule für Musik "Hanns Eisler" Berlin en la clase de Stephan Picard, antes de completar su licenciatura con Igor Ozim y su máster con Pavel Vernikov en la Musik und Kunst Privatuniversität der Stadt Wien en 2012, cada uno con una distinción.
También recibió importantes impulsos artísticos de Vadim Gluzman,  Liana Isakadze, Yair Kless, Thomas Brandis, Itzhak Rashkovsky y muchos otros. Lea Birringer fue becaria de la fundación Villa Música Renania-Palatinado y contó con el apoyo de la Deutsche Stiftung Musikleben. Además, recibió una beca Gerd Bucerius de la Zeit-Stiftung.

## Carrera de conciertos
Su carrera internacional se inició con su debut como solista con la Orquesta Sinfónica de Berlín, al que siguieron invitaciones a festivales de renombre como el Festival de Salzburgo, el MDR Music Summer. el Festspiele Mecklenburg-Vorpommern, el Weilburger Schlosskonzerte, el Festival de Música de Invierno Crescendo en Florida, el Festival de Davos, el Festival Lugano Musica o el Oleg Kagan. Festival de Música.
Las apariciones en conciertos han llevado a Lea Birringer a los principales centros musicales, como la  Philharmonie Berlin, el  Musikverein Wien, el Louvre de París, y el Teatro del Maggio Musicale Fiorentino.
Pudo demostrar su versatilidad al trabajar con orquestas de renombre, como la Orquesta Sinfónica de Múnich, la  Orquesta Filarmónica de la Radio Alemana, la Polska Filharmonia Bałtycka, la  Südwestdeutsche Philharmonie Konstanz o la Orquesta Sinfónica de Roma.
También actuó en la entrega del Premio Carlomagno internacional en Aquisgrán a la canciller alemana Angela Merkel en 2008, y en el Palacio de Bellevue para el presidente alemán Joachim Gauck en 2013.  En 2020, cuando el programa habitual de conciertos tuvo que ser suspendido en gran medida debido a la pandemia de COVID-19, Lea Birringer contribuyó al "Ciclo de Conciertos Fantasma" de Deutschlandfunk Kultur con un aclamado recital en solitario. Con obras de Johann Sebastian Bach, Ernst-Lothar von Knorr y Lera Auerbach, entre otros, abarcó el arco desde el Barroco hasta la era moderna.

## Premios y reconocimientos
Lea Birringer es ganadora del Concurso Internacional de Violín Monasterio de Schöntal, Premio Rodolfo Lipizer, Louis Spohr y Abram Yampolski. En 2008, fue ganadora del Concurso Internacional Johannes Brahms. También es becaria desde hace tiempo de la Fundación Alemana para la Vida Musical. En reconocimiento a sus excepcionales logros, fue galardonada con el Kulturpreis por la Stadtverband Saarbrücken.
Las grabaciones en CD de Lea Birringer han recibido varios premios: Su álbum Lifelines (2018) recibió el Premio Supersonic de la Pizzicato Revista. El álbum Di tanti palpiti (2019), que fue aclamado por la crítica y emisoras de radio recibió una gran atención, también le valió un Premio Supersónico, así como nominaciones en los International Classical Music Awards 2020 y en los Preis der deutschen Schallplattenkritik

## Música de cámara
Con su hermana, la pianista Esther Birringer, dio su salto internacional en 2011 como Dúo Birringer, cuando las hermanas ganaron los dos prestigiosos concursos internacionales de música de cámara Premio Vittorio Gui y Concorso Internazionale di Musica da Camera Città di Pinerolo en sucesión inmediata. Recibieron excelentes críticas en su país y en el extranjero por su primer CD conjunto de sonatas para violín de Hindemith, Szymanowski y Respighi. Otros compañeros de música de cámara han sido Pavel Vernikov, Paul Rivinius, Atar Arad, Barbara Bonney, Eszter Haffner, Wen-Sinn Yang e Igor Levit.

## Actividades pedagógicas
Desde 2024, Birringer es profesora de violín en el PreCollege de la Universidad de Música de Würzburg. Anteriormente enseñó en la Universidad de Música Franz Liszt de Weimar, en la Haute École de Musique de Lausanne en Sion, así como en la Accademia d'Archi Arrigoni en Italia, y ofreció clases magistrales en Europa, América Latina y Estados Unidos. Ha sido invitada en varias ocasiones como miembro del jurado del concurso "Jugend musiziert".

## Otras participaciones
Lea Birringer participa en la iniciativa Rapsodia en la Escuela, en la que los artistas visitan a los estudiantes en las escuelas para entablar conversaciones e interpretar música. Además, participa como solista junto a la Collegia-Musica-Chiemgau e.V. en conciertos benéficos.

## Discografía
- 2014 - CD de debut con obras de Hindemith, Respighi y Szymanowski (Avi-Service for music).[41]
- 2015 - CD con obras de Federigo Fiorillo (Brilliant Classics)[42]
- 2018 - CD Lifelines con obras de Grieg, Liszt yFranck (Rubicon Classics).[43]
- 2019 - CD Di Tanti Palpiti con obras de Henryk Wieniawski, Pablo de Sarasate, Camille Saint-Saëns, Maurice Ravel, Dmitri Shostakovich, Niccolò Paganini, Mario Castelnuovo-Tedesco, Franz Waxman y Antonín Dvořák (Rubicon Classics).[44]
- 2021 - CD Transformation con obras de Johann Sebastian Bach, Eugène Ysaÿe, Lera Auerbach, Ernst-Lothar von Knorr y Max Reger (Rubicon Classics)
- 2022 - CD Mendelssohn and Sinding: Violin Concertos. Con obras de Felix Mendelssohn Bartholdy y Christian Sinding (Rubicon Classics)
- 2025 - CD Sibelius: Concierto para violín | Järnefelt: Berceuse | Szymanowski: Concierto para violín n.º 2, Op. 61

(Rubicon Classics)